# Sandro Viletta
Sandro Viletta är en alpin skidåkare från Schweiz. Han är född 23 januari 1986.
Viletta världscupdebuterade 12 november 2006 i Levi, Finland. Första pallplatsen tog han 3 december 2011 i Beaver Creek Resort där han vann.
Viletta tog brons i slalom under juniorvärldsmästerskapen i alpin skidsport 2006. Hans största merit är OS-guldet i superkombination från OS i Sotji

## Världscupsegrar (1)
| Datum           | Plats        | Disciplin |
| --------------- | ------------ | --------- |
| 3 december 2011 | Beaver Creek | Super-G   |